# Jadwiga z Leżenic
Jadwiga z Leżenic, Jadwiga z Graboszewa (Jadwiga Głowaczowa z Leżenic) herbu Leliwa – żona Jana Głowacza ze Zbąszynia i Leżenic, przybiła swoją pieczęć w imieniu Leliwitów pod aktem unii w Horodle w 1413, w 1427 zaprzysięgła niewinność królowej Zofii Holszańskiej.
Nie wiadomo czyją była córką. Przybicie przez nią w imieniu Leliwitów swej pieczęci pod aktem unii horodelskiej wskazywałoby na jej pochodzenie z Tarnowa lub Melsztyna. Z Leżenic w ziemi czerskiej pisała się po mężu Janie Głowaczu ze Zbąszynia i Leżenic herbu Nałęcz, który zginął w bitwie nad Worsklą w 1399 razem ze Spytkiem Melsztyńskim, być może bliskim krewnym żony. Po śmierci męża występuje Jadwiga Głowaczowa w różnych dokumentach sądowych w latach 1405–1425 (razem z synami Janem i Abrahamem), a w roku 1427 zaprzysięga niewinność królowej Sonki. Władysław Semkowicz wysuwa przypuszczenie, że mogła wyjść powtórnie za mąż za Wojciecha Moniwida (adoptowanego do rodu Leliwitów w Horodle). W przywileju ks. Witolda dla Moniwida w r. 1407 występuje bowiem jego druga żona Jadwiga (nieznanego pochodzenia), gdzie zabezpieczono jej dożywocie wraz z dziećmi na nadanych dobrach pod warunkiem pozostania w stanie wdowieństwa.   